# Nikołaj Trubieckoj
Nikołaj Siergiejewicz Trubieckoj (Mikołaj Trubecki, ros. Николай Сергеевич Трубецкой; ur. 16 kwietnia 1890 w Moskwie, zm. 25 czerwca 1938 w Wiedniu) – rosyjski językoznawca, fonolog, jeden z głównych twórców Praskiego Koła Lingwistycznego, współczesnej fonologii i strukturalizmu, teoretyk międzywojennego eurazjatyzmu, książę.

## Życiorys
Należał do starego rodu książęcego Trubieckich, wywodzącego swoje pochodzenie od Giedymina. Syn księcia S.N. Trubeckiego (rektora Uniwersytetu Moskiewskiego), krewny księcia Jewgienija Trubeckiego, filozofa, brat księcia W.S. Trubeckiego (Władymira Wietrowa), pisarza i pamiętnikarza.
W wieku 14 lat uczęszczał na posiedzenia Moskiewskiego Towarzystwa Etnograficznego, w wieku 15 lat opublikował pierwsze artykuły naukowe na temat ugrofińskiego pogaństwa. W 1908 r. ukończył eksternistyczne moskiewskie gimnazjum nr 5 i rozpoczął studia na Uniwersytecie Moskiewskim.
Ukończył studia językoznawcze w Moskwie w 1913 r., następnie przebywał w Lipsku. Wykładał kolejno w Moskwie, następnie od 1918 r. w Rostowie, od 1920 r. w Sofii, a od 1922 r. w Wiedniu, gdzie kierował katedrą filologii słowiańskiej aż do śmierci w 1938 r. Zmarł na atak serca, przypisywany reperkusjom, jakie go spotkały, gdy opublikował artykuł krytyczny wobec teorii Hitlera.
Jego głównym dziełem pozostają wydane pośmiertnie Grundzüge der Phonologie (Podstawy fonologii). Zawarł tam m.in. swoją słynną definicję fonemu jako najmniejszej jednostki dystynktywnej w obrębie danego języka. Jego praca miała zasadnicze znaczenie dla ugruntowania statusu fonologii jako dziedziny odrębnej od fonetyki.
Trubieckoj był również krytykiem literackim. Analizował literaturę rosyjską, poczynając od staroruskiego eposu Słowo o wyprawie Igora (Igor Lay), a kończąc na XIX-wiecznej poezji rosyjskiej i Dostojewskim.